# Kézdiszentkereszt
Kézdiszentkereszt (1899-ig Kézdipolyán, románul Poian) falu Romániában Kovászna megyében. Községközpont, Bélafalva tartozik.

## Fekvése
A háromszéki medencének a Bodok- és Ojtozi-hegység vonulatai által közrezárt északi részén a Perkő-hegység keleti oldalán található, Kézdivásárhelytől 9 km-re, a Kézdivásárhely-Esztelnek-Lemhény út mentén.
A talaj alsó rétegei a Keleti-Kárpátok paleogén-fliss övezetének kőzeteiből állnak. Agyagláp és homokköves részek is találhatóak.

## Nevének eredete
A falu a 14. században, 1332-ben az írásokban Polyán néven szerepelt, (jelentése erdei tisztás). Később, az 1800-as években Kézdipolyán, 1905–1920-ig Kézdiszentkereszt, 1920–1940 között Polyán, 1940–1945 között Kézdiszentkereszt, 1945-től Polyán egészen 1990-ig, míg a jelenben újra Kézdipolyán.

## Története
Területe ősidők óta lakott. A Telek-pataknál és a Kerekhegynél 6-9. századi szláv település nyomaira bukkantak. A falu valószínűleg a Kiskászon felett a Szentjános tövében alakult ki, ahol egy kápolna alapjai is láthatók, majd alább a Perkőhöz tartozó Bolygó nevű helyre települt, végül mai helyére költözött. A falunak már 1332-ben is volt temploma, melynek helye nem ismert. 1562-ben a falu szabad lakóit egy felkelésben való részvétel miatt jobbágysággal büntették. 1910-ben 1730 lakosa volt. A trianoni békeszerződésig Háromszék vármegye Kézdi járásához tartozott. 1992-ben 1371 lakosából 1370 magyar és 1 román volt.

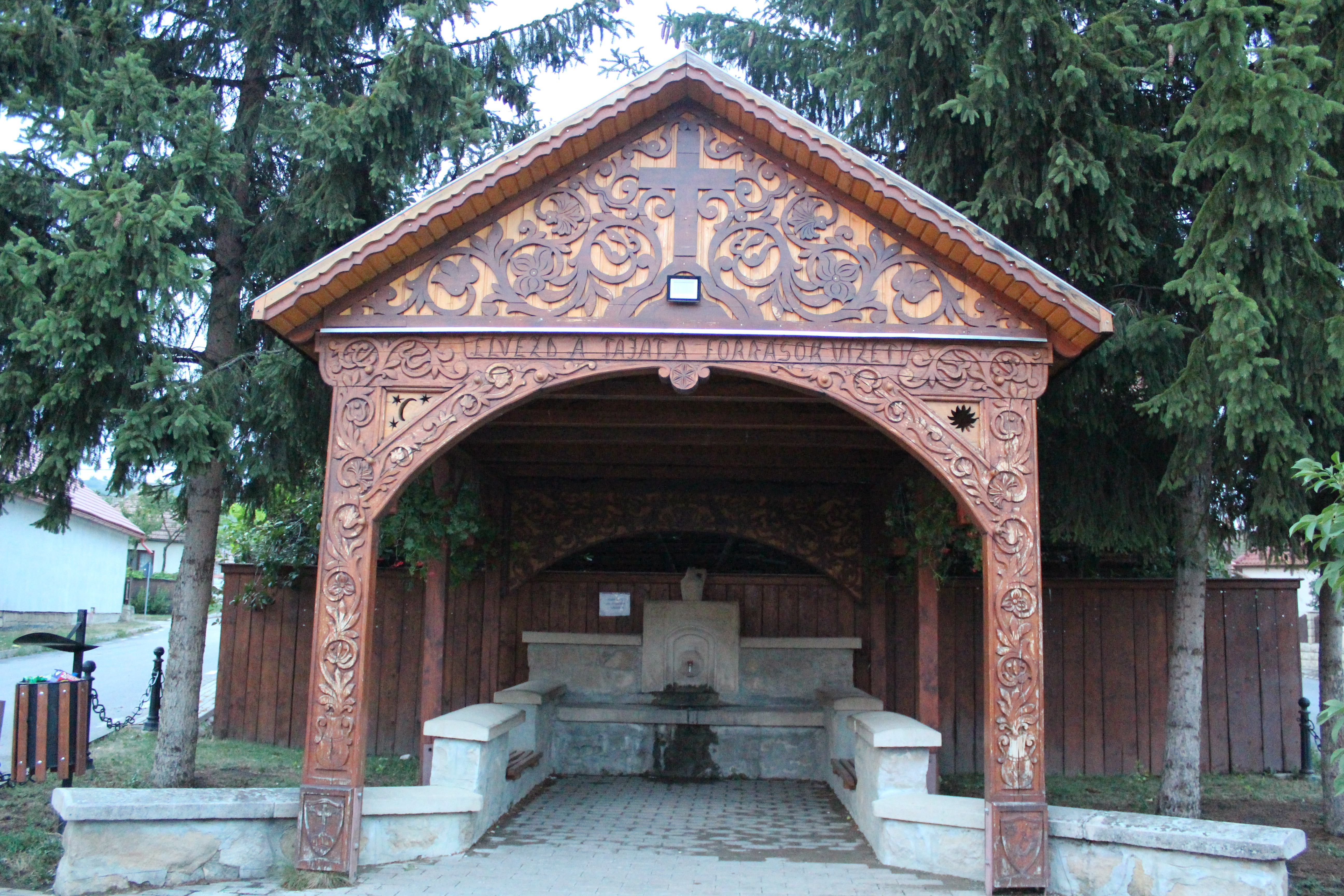
Borvízkút

## Demográfia
| Év/Vallás       | 1910 | 1930 | 1941 | 1992            |
| Összesen        | 1731 | 1706 | 1762 | 1371            |
| Ortodox         | 2    | 5    | 1    | 1               |
| Görögkatolikus  | 126  | 110  | 9    | 0               |
| Római katolikus | 1585 | 1571 | 1722 | 1337            |
| Református      | 10   | 10   | 22   | 15 (adventista) |
| Evangélikus     | 0    | 3    | 4    | 3               |
| Unitárius       | 3    | 4    | 4    | 2               |
| Izraelita       | 5    | 0    | 0    | 0               |
| Baptista        | 0    | 0    | 0    | 0               |
| Pünkösdista     | 0    | 0    | 0    | 0               |
| Egyéb összesen  | 0    | 3    | 0    | 13              |

## Gazdaság
Polyánban az emberek nagy része földművelésből, állattenyésztésből élt meg. Kivételt képeztek azok az emberek, akik olyan mesterségeket űztek, mint a kőfaragás, takácsmesterség vagy az ácsmesterség. A mai napig, a takácsmesterséget kivéve, megtalálhatóak ezek a mesterségek. A takácsmesterség az 1970-es évektől már nincs jelen a falu életében.
Az első és leghíresebb kőfaragó család a faluban a Kádár család volt, ők kezdték előre fejteni és faragni a követ, ezért a mai napig is a melléknevük a "Faragó" fennmaradt. A Kádár család mesterségét a Papp, a Laub, a László valamint a Fekete család folytatta. Ezek a családok kapufákat, síremlékeket, épületalapokat, lépcsőket, emlékoszlopokat készítettek és készítenek a mai napig. Erdély szinte minden területére eljutott egy-egy általuk készített emlékoszlop, sírkő, lépcső. A művelődési ház előtt álló oszlopok is az ő munkájukat dicsérik.
Az első ácsmesterek Polyánban a Fekete és a Bokor családok voltak. A faluban nem volt olyan ház, amit ne ők építettek volna, s szintén ők építették az iskolát, illetve a művelődési házat.Ezek a mesteremberek eljutottak Aradra, Fogarasra, Galacra, Predeálra, Brassóba, ahol rengeteg üzemet, szállodát, turistaházat, iskolát, kórházat építettek.
Híres takácsmesterek származtak a '70-es években már kihalt Szakács családból, akik gyapot szövésű függönyöket, asztalterítőket, ágyterítőket, szervéteket és más kelengyéket készítettek. A leggyakrabban használt színek a világoskék, narancssárga, piros és a zöld volt.
A munkalehetőségek a faluban igen elenyészőek voltak, ezért nagyon sok ember más vidéken próbált munkát találni. 1920–1940 között a lakók nagyrészt Brassót, Bukarestet, Galacot választotta munkahelyéül, majd 1940–1945 között Budapestre is kimentek munkát keresni, dolgozni.
1920–1940 között sok nő és lány ment el szolgának – cselédnek – Bukarestbe, Galacra, Brassóba. Az 1930-as években nagyon sokan kölcsönt vettek fel, amit sokan nem tudtak megtéríteni, s ezért elárverezték. 1940–1945 között nagyon sokan mentek ki Magyarországra szintén szolgának, cselédnek.
1940-es években megkezdődtek a nagy fakitermelések, ahol a polyáni férfiak nagy része dolgozott, mert más lehetőség nem volt a megélhetésre. Azok a férfiak, akik a fakitermelésnél, vasút- illetve autópálya építésnél maradtak kegyetlen körülmények között dolgoztak, kalibákban aludtak, ahol „olyan hideg volt, hogy a pityóka a fejüknél megfagyott reggelre”, és havonta egyszer jártak haza a családjukhoz.Erdőkitermelésre főleg Ojtozba, Gyulára, Komondóra, Nerujánra, Vajdahunyadra, Dévára mentek. Építkezésekre nagyon sok ember ment el, nagyon sokat voltak Déván, ahol rengeteg polyáni ember maradt ott lakni.
Jövedelmet jelentett a polyáni ember számára az, hogy bevitték Kézdivásárhelyre a tejet és a gyümölcsöt. Nagyon sok embernek előre kiszegődött emberei voltak, ahová rendszeresen behordták az eladandó árut.
1944 után 82 dolgozó kapott földet az államtól, amit „Cövekes” földeknek neveztek.
Az 1950-es évekig a faluban körülbelül 370 gazdaság több mint 10 000 parcellán dolgozott. A földeken rozsot, feketeborsót, árpát, lent, kendert termesztettek. 1956-ban létesült a társasgazdaság, az elnök Rettegi Zoltán. Itt már érvényesült a modernebb gazdálkodási mód és a gépi munka.
1962-ben alakult meg a termelőszövetkezet. A földműveseket kényszerítették, ők maguk kérjék, hogy beléphessenek a Termelőszövetkezetbe. Minden szerszámot, állatot, vetőmagot be kellett vinni önkéntesen. Ez nagy veszteséget jelentett az emberek számára. A falvakra kizúdították a városi munkásokat, hazaküldték az értelmiségieket, hogy “győzzék meg szüleiket”, hogy adják be a földjeiket a Termelőszövetkezetbe. Ha a szülőket nem sikerült „meggyőzni”, akkor nem vették vissza az állami munkahelyre. 1962 tavaszán befejeződött a mezőgazdaság szocialista átalakulása. Ezután Polyán és Bélafalva gazdaságát egyesítették, később ide kapcsolták az esztelneki gazdaságot is. Kezdetben az állam költségeket adott a gazdaságoknak, épületeket: istállókat, sertésólakat, szénatárolókat, irodaépületeket. Tenyésztettek: szarvasmarhát, juhokat, sertéseket. Olyan vállalkozásokban kezdtek, amelyek nem váltották be a reményeket: csirkenevelés, csemeteültetés. A csemetésben feketeribizlit ültettek, de mivel nem dolgozták rendesen közprédává vált.és tönkrement 1962-ben a tsz tulajdonában 120 ló, 6 ökör, 615 szarvasmarha, 250 tehén, 192 sertés, 1025 juh volt. A '70-es évek elején azok a nők, akik megtehették konfekciókba jártak dolgozni Kézdivásárhelyre.

## Infrastruktúra

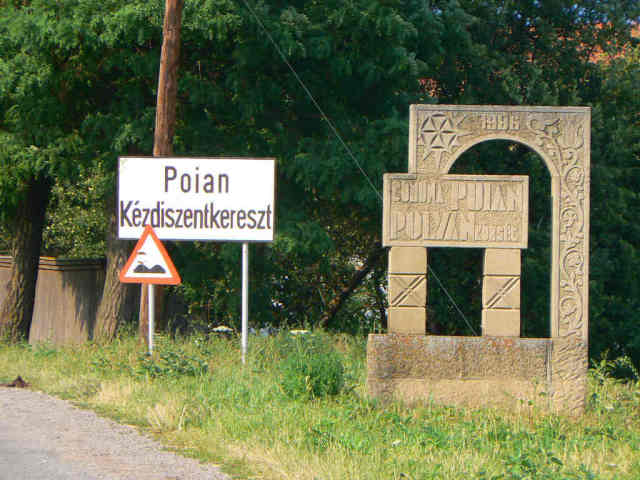
Helységnévtábla

1891. november 30-án adták át a Brassó-Sepsiszentgyörgy-Kézdivásárhely vasutat. Ezt követően 1907-ben már elkészült a Kézdivásárhely és Bereck vasútvonal, amelynek avatóünnepsége 1907. szeptember 10-én került sor. Ez a község életében nagy változást jelentett, mert lehetővé tette a polyániak számára a közlekedést és a kereskedelmet. Ezenkívül a helyieknek munkalehetőséget is jelentett arra az időszakra. A vasút vonalának útvonalát úgy döntötték el, hogy megszámolták melyik irányba halad el több gyalogos. Mivel Kézdiszentkereszt irányába, Kézdiszentléleken keresztül haladt a legtöbb gyalogos, így a Kézdiszentlélek-Kézdiszentkereszt-Bélafalva útvonalat választották a legmegfelelőbb útiránynak Bereck fele. A vasúti sínek lerakása sem volt könnyű feladat, mert a helyi lakósok nem akarták a sínlerakókat beengedni a faluba. Végül sikerült meggyőzni a lakókat és a síneket lerakták, ami nagy előnyt jelentett a helyieknek, könnyebben tudták az áruikat értékesíteni, lehetővé vált az utazás is, 1919-től már a bórvizet is vonattal szállították Bélafalván át Brassóba, Bukarestbe, Ploiestre.
Egy másik változás a falu életében a villany jelentette, amit 1963-ban szavaztak meg, és az év december 30-án gyulladt ki 200 polyáni család házában. Aszfaltozás Polyánban 1965–1974 között volt.
1964-ben volt az első filmvetítés Polyánban.
Szintén a '70-es évek elején kezdték a magántelefonokat is beköttetni. Az első magántelefon Kerezsi András igazgató-tanító lakásán volt, majd fokozatosan elterjedt a falu nagy részében a '90-es évek végére.

## Egészségügy
Az egészségvédelem hiányos voltáról már az 1878-as „Nemere” újságból tudunk meg sokat, ahol a diftéria nevű betegségről írnak, ami rengeteg kiskorú halálát okozta. Azt is megemlíti az újság Polyánról, hogy a legnagyobb probléma az, hogy az édesanyák kézen fogva viszik a kisgyerekeket a halottas házhoz, ahol sorban végigcsókoltatják a halott gyereket. Tehát a tudatlanság nagy volt még az 1870-es évek végén. Sokat adtak az emberek a babonákra, hagyományokra, így a faluban rengeteg áldozatot szedtek a ragályos betegségek.
Az 1900-as évek elején csupán egy bábáról tudunk, aki levezette a szüléseket, ő Czakó néni. Az 1930–1940-es években előfordult, amikor a faluban volt orvos. 1940–1946 között még Kádár Anna bábáskodik, és még 1946 előtti időszakban M. Zs. egy Szigeti László kerületi doktort említ meg. 1947-tol Balázs Anna szülésznő az, aki élete végéig vezette le a szüléseket. A faluban állandó orvosi felügyelet csupán 1964-től van orvossal és orvosi asszisztenssel. A falunak egészségügyi rendelője 1982-től van a Vasút utcai tömbház földszintjén.

## Oktatás
Az oktatás kezdeteit Polyánban a 17. század végére tehetjük, írást, olvasást, számolást, vallási énekeket, imádságokat tanítottak. Az iskola fejlődésére nagy hatással voltak az esztelneki apátok, akik segítették az oktatást.
Az iskolát 1920-ban államosították, s meghatározták, hogy a felekezeti iskolákban csak egy tanerő maradhat, meghatározott létszámú osztállyal, az állami iskolákban csak azok taníthatnak, akik letették a román államnak az esküt. 1924-ben bevezették a román nyelv oktatását, az 1930-as években román anyanyelvű tanerők is megjelennek. 1948-ban egy tanügyi reform nyomán megszűnt az addig is megszabott létszámmal működő felekezeti iskola, és létrejött az egységes állami iskola 1-7 osztállyal.
Az iskola épülete kezdetben két tantermes a kántor-tanító és segéd tanító lakásában folyt, de 1920-ban már szükség volt állami iskolaépületre. Erre a célra a Polgármesteri Hivatalnál levő különálló épületet alakítják át, ahol két tantermet rendeztek be. Mivel így sem volt elég hely a tanulók számára magánlakásokat béreltek. Sok nehézség adódott az épülethiány miatt, egyre nagyobb volt az igény az iskola építésére.
1934-ben kezdtek hozzá a jelenlegi iskola építéséhez, amelyet Tamás Rezső tanító irányított, aki tüdőgyulladásban meghalt 1935-ben. A munkát felesége, Tamásné Kerezsi Mária tanítónő folytatta.
Az épület átadása 1936-ban volt. 1940–1942-ben az iskola jobb szárnyát bővítik 2 tanteremmel, óvodai célra. Az oktatás további korszerűsítése végett szükséges volt tovább bővíteni az iskolát. Az 1970-es évek végén felépült a mai négy tantermes és tornatermes épület, majd később a melléképületek. A munkálatokat Kerezsi András iskolaigazgató vezette. Az anyagi alap megteremtése sok nehézséget okozott. Az iskola önkéntes hozzájárulásokból, megyétől kapott pénzalapból és rengeteg közmunkából épült fel. Az iskola építését polyáni mesteremberek végezték: Fekete András, Fekete István, Csutak István.
Később villanyt vezettek az új épületbe, parkettáztak, vizet vezettek, laboratóriumokat létesítettek, és iskolai könyvtárat alapítottak. Kerezsi András iskolaigazgató után az igazgató Szalad Árpád lett, akit Lukács-Bartha Edit követett 2001-ig, akinek a halála után az iskolaigazgató Gábor Barna, matematika szakos tanár.
Az 1900-as évek elején a tanköteles gyermekek száma a községben 323, ebből 194 látogatja az iskolát. Nem sokkal később rendszertelen a látogatottság, sokak a mezőgazdasági munkák miatt, mások a ruhahiány miatt maradnak ki az iskolából.
Az 1930-as években megalakult az 5-7 osztály, amit követett a más községben tartandó képességvizsga. Az 1970-es években 8 osztály volt, 1979-től 10 osztály a kötelező, 1989 után ismét bevezették a 8 kötelező osztályt.

### Kultúrház és könyvtár
Művelődés terén az iskola mellett évente szerveztek vallási játékokat, ezeket az esztelneki kolostortól kapták. Ezek passiójátékok, betlehemes játékok voltak. Az utóbbival házakhoz is mentek. A 19. század elején népszínműveket mutattak be az iskola helyiségeiben. Ilyen népi színművek voltak a A betyár kendője, A piros bugyelláris, A falu rossza, A gyimesi vadvirág és még sok más színmű.
Az 1930-as években Kádár András klarinétos a csűrét alakította át ünnepnapokra mulatozó helynek. Délutánonként egy-egy udvaron is táncoltak a fiatalok citera- vagy hegedűszóra.
Aztán a jelenlegi iskola összenyitható termében kapott helyet a művelődési élet. Itt is több színdarabot mutattak be, mint például a "A cigány", "Ludas Matyi", "Fehér Anna". A műsort ezek után bál követte. Ez a terem szűknek bizonyult, és így épült fel a művelődési otthon, amelyet 1957-ben avattak fel, neve Ady Endre Kultúrotthon. A kultúrépület a község lakóinak az adományainak önkéntes hozzájárulási díjából és közmunkákból épült. A falut több magyar színház látogatta.
A század elején a faluban egy- vagy kétszólamú énekkar működött, inkább vallásos énekek és népdalok működésével. Király Ferenc tanító vezette 1946–1949-ig, Szinte Vilmos szervezte háromszólamúvá az énekkart. 1957-től Kerezsi Mária vezette énekkart 1964-ig. Ekkor az énekkar feloszlott.
A falu művelődésének az aranykora a '70-es években volt. Kerezsi András igazgató-tanító vezette tantestület mozgósítani tudta a falu lakosságát egy olyan kulturális mozgalom beindításában, amelyben sikerült feléleszteni a népi hagyományokat, népi szokásokat, népi kultúrát. 1977-ben Kerezsi Mária újjászervezi az énekkart, vegyes kórust alakít 50 taggal. Rengeteg helyen szerepeltek: Zágonban, Sepsiszentgyörgyön, Déván, és sok megyei versenyen díjakat nyertek. Több művészcsoport alakult: tánccsoport, bábjátszók, színjátszók, szavalók, énekesek. Az 1970-es években megalakult a fúvószenekar.
Kerezsi András feldolgozásában bemutatásra került több helyi népszokás: aratószokás, hozományvivés, fonó, "A bárányka" című feldolgozás.
1960-ban megalakult a községi könyvtár, ami előtt a lakosság csak az iskola tulajdonát képező könyvekből olvashatott, amik főleg Gazdakörök könyvei voltak. A községi könyvtár a könyvek nagy részét előadásokból, a rajon 12. megyei szervek küldeményeiből és vásárlásból szerezték. Később megszűnt a könyvtár, ami rengeteg könyv eltűnését jelentette, valamint rengeteg könyv megrongálódott. A lakosság gyengén jutott olvasnivalóhoz és a könyvtárosok is gyakran váltogatták egymást.

## Vallás
A falu nagy részében római katolikus, nem hiába nevezik “Szentföldnek”ezt a vidéket. Katolikusságát az esztelneki szerzeteseknek köszönheti nagyrészt, mert ők voltak azok, akik a környéken a hívek lelki életével foglalkoztak, s nem engedtek más vallást be.
A feljegyzések szerint a faluban élő emberek nagyon szerették a fényűzést, nem hiányzott az életükből a káromkodás, s jellemző volt a kocsmázás. Missziók segítségével javítottak a helyzeten az 1900-as évek elején, de ez sem sokat segített a népen.
Elenyésző számban él-élt a faluban néhány református, akik nem a falu szülöttei, csupán tanítóként vagy hivatali tisztséget jöttek végezni, s végül itt maradtak.
1940-ig a faluban nagyszámú görögkatolikus lakott, viszont a magyar világ bejöttével mindenki átpártolt a római katolikus egyházhoz. Ezzel a görögkatolikus templom üresen maradt. A román állam kijavította a görögkatolikus templomot és ortodox templommá nyilvánította. De mivel híveket nem sikerült toboroznia így még napjainkban is üresen áll.
A Domus História feljegyzi, hogy 1957-ben egy jó katolikus leány fejét elcsavarták a “szombatisták”, akik magukat Hetednapot Ünneplő Adventista Egyház tagjainak vallják és sok helyi becsületes embert győztek meg arról, hogy az ő hitük az igaz hit. A Domus História lejegyzője nagyon képmutatónak tartja őket, mert azt látja hogy az a sok segítség, amellyel a rászorulókat segítik az képmutatás. Azokat a híveket az egyházból való kizárással fenyegette a pap, akik kapcsolatot ápoltak velük .Ennek ellenére szintén a Domus Historia azt is megjegyzi, hogy a lakók mit sem törődve a pappal Handra Józsefnével, varratnak, s sok egyházi tanácsos is szoros barátságot ápol velük. Sokakat csupán a disznóhúsfogyasztás és az alkohol elleni tiltás tart vissza attól, hogy csatlakozzon a gyülekezetükhöz. Az 1962-es év az egyház számára is rengeteg változást hozott, Imreh József plébános úgy jegyzi le az ezt követő esztendőket, hogy a diákok hittanóra látogatása tűrhető, viszont a hivatalokban dolgozó felnőtt lakosság nem jár templomba, mert fél elmenni. A '60-as éveket kezdődően az egyházban nagy változások figyelhetők meg: toronykészítés, villámhárító, szőnyeg vásárlás, kicserélik az ablakokat, restaurálják a templomba található képeket, szobrokat. 1971-ben volt az első magyar nyelvű szentmise. 1978-ban Harai Pál vezetésével hittanterem épül. 1989-es forradalom után a hívek nagy tervekkel várták a demokrácia szabadságát.

## Népszokások
Ünnepekkel kapcsolatos szokások: karácsonykor kántálás, pásztorjátékok, újév köszöntés, aprószentekelés. Húsvétkor írott-tojásfestés. Kereszteléssel és lakodalommal járó szokások, majd foglalkozáshoz fűződő aratószokások és csordagyűjtés.
A népviselet az 1940-es évek elején tűnt el, amikor egyre több méterárut és ruhát lehetett vásárolni. Eleinte csak a hétköznapokból maradtak ki a hagyományos ruhák, amikor vasárnapra még azt tartották az ünneplő ruhának. Aztán csak nagyobb ünnepekkor: karácsonykor, húsvétkor, pünkösdkor, a falu búcsúnapján május 3-án, március 15-én vettek székelyruhát.
A nők fekete vagy fehér fejkendője nagyon szépen és érdekesen volt megkötve szélesen. A lányok feje fedetlen volt, egyetlen díszük a hosszú hajuk, a copf volt. A szoknyák függőleges csíkozásúak, alul körbe bársonnyal szegve. A tompított színű szoknyák elé, egyszínű vagy alig csíkozott kötényt kötöttek. A blúz nyaka ráncos, az ujja szintén gallérszerű ráncban végződik. A férfiak viseletéhez tartozott a gombos vagy zsinóros fekete vagy szürke lajbi, fekete vagy fehér posztónadrág és a csizma.

## Látnivalók

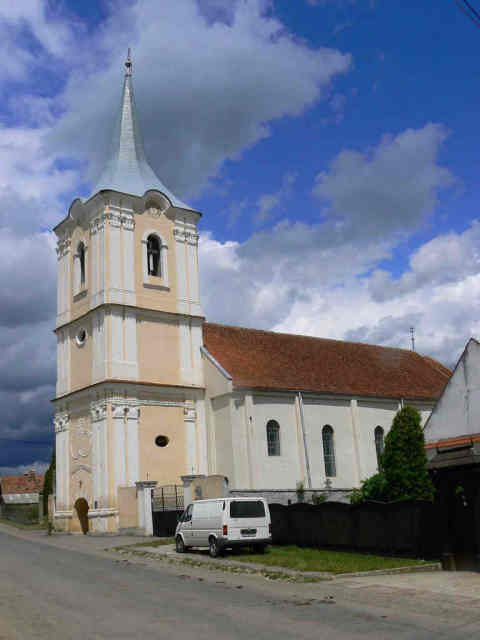
Polyáni templom

Egy falu életében fontos szerepet töltenek be a középületek, amelyek társadalmi és közösségi célt szolgálnak. Polyánban az emlékművek, középületek nagyrészt a Fő út mentén helyezkedik el, amelyik pedig nem, az nagyon könnyen megközelíthető vagy mindenki számára jól látható helyen van.

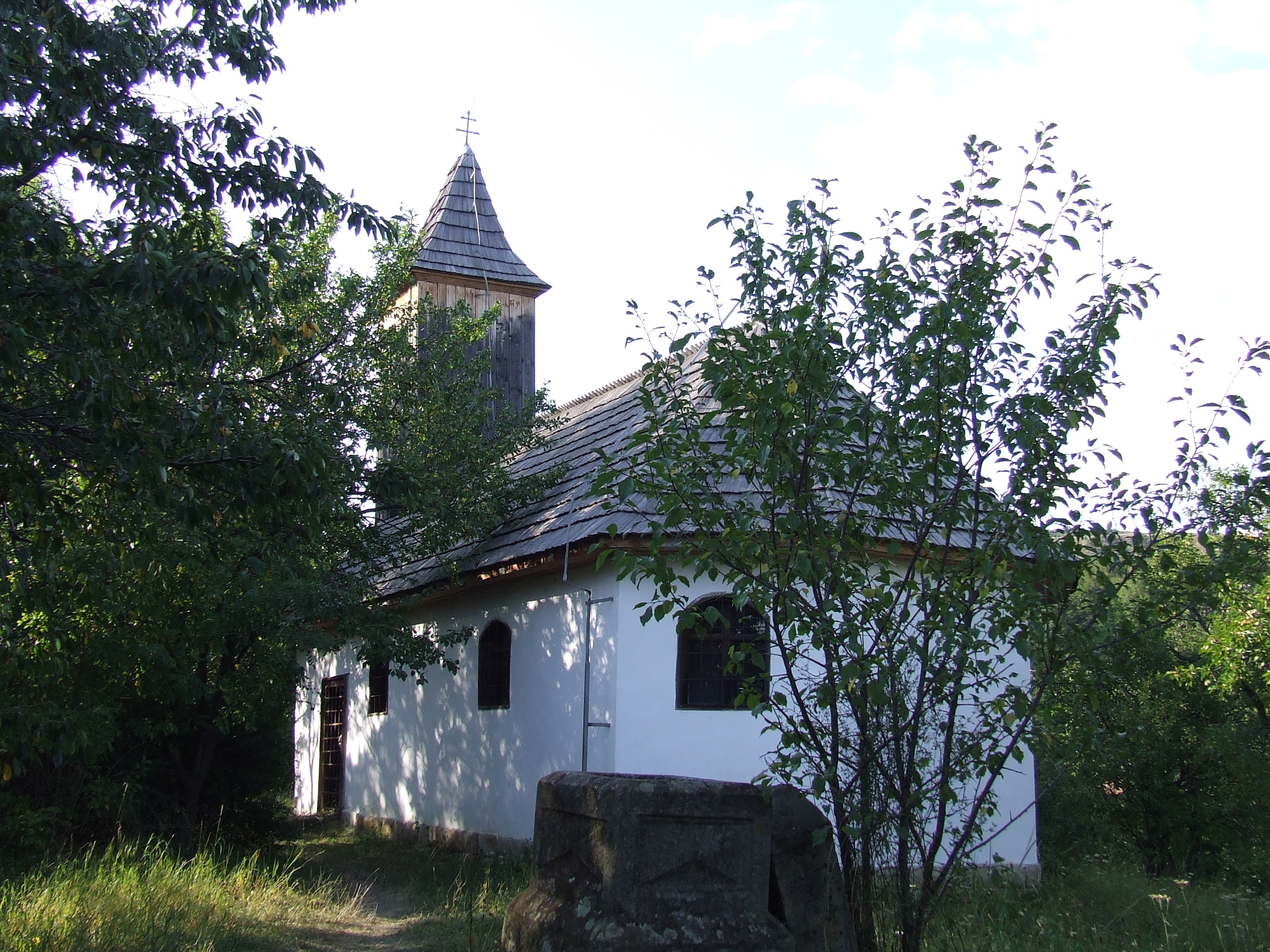
A kézdiszentkereszti ortodox fatemplom

A legrégebbi épület a román templom. 1760-ban épült görögkatolikus templomnak. A Borvízszer, a Csavarok utca és a Bírókert találkozásánál található. Az évek során átkerült az ortodox egyház tulajdonába, többször javították az évek során, de hívek hiánya miatt ma már emlékmű. Az óvoda 1872-ben épült. A katolikus paplak és az iskola között a Fő úton található. Eleinte iskolának és kántori lakásnak épült. A borvíztöltő épület 1895-ben épült. Az állomás épülete 1908-ban épült a vasút lerakás után - váróterem és lakóház egyben. A templommal szemben található a paplak, amely két épülettömbből áll. 1913-ban a paplak majd 1985-ben a hittanterem épült. Fontos közintézmény az iskola épülete. Az 1957-ben épült kultúrotthon Ady Endre költő nevét kapta. Azokban az években Felsőháromszék ritka szép és nagy építménye volt. A helybeliek önkéntes adományából és munkájából épült fel. A községháza épületének építésének évéről nincs pontos feljegyzés. Itt két épülettömb található: a községháza, a gyűlésteremnek és a könyvtárnak helyet adó épület.
1964 után épültek a kollektív gazdaság épületei: irodák, istállók, műhelyek, gépállomások. Ezen épületek 1989 óta magán tulajdonban vannak. 1979–1980-ban épült a Kazánház és Közfürdő. Soha nem használták közfürdőnek: fodrászat, üzlet, pékség, mulató és iroda működött benne. A kazánház a víztoronnyal a faluban levő két tömbház vízellátását biztosítja. Nagyon fontos intézmény a Vasút utcai tömbház földszintjén berendezett „Ember és Állat egészségügyi” rendelő. A nyolcvanas évek folyamán épült a sportépület. A sportpálya mellett található. A sportolók, a sporttevékenységet vezetők és a helyiek adományából épült tervek szerint öltözőnek és más sporttevékenységeknek. Eddig csak az öltöző részét használta a helyi foci csapat. A falu közepén, a Rózsa piacon áll az üzlet komplexum, amely a fogyasztási szövetkezet tulajdona: üzlet, cukrászda, kocsma működik benne. A posta és a fogyasztási szövetkezet irodája a Főúti tömbház földszintjén található, mely 1978 és 1980 között épült.
1918 és 1989 között csupán egy emlékmű épült 1934-ben a hősök emlékére. Így emlékeztek meg az I. világháborúban hősi halált halt katonákról, majd a II. világháború halottairól is itt emlékeztek meg.

### Polyáni borvíz
A Borvíz utcában található, a Zondahegy oldalából tör elő. Szabadon folyik végig a falun, a Kőkút vizével együtt. A borvíz mindenki számára fogyasztható, egy csövön folyik, ahol bárki megtöltheti üvegét. A polyáni víz Kovászna megye legrégebben ismert borvize, amely golyvás megbetegedések ellen javasolt, de nagyon jó hatással van különböző gyomor- és bélbántalmakra is. Lítium tartalmú, alkalikus szénsavat tartalmaz. Adatközlőm, M.Zs. a reuma és hűlés ellen javasolta. A hagyomány azt tartotta, hogy a polyáni emberek azért élnek olyan magas életkort, mert ezt a vizet fogyasztják. A napszámosságra felfogadott mezei munkások kikötötték, hogy a bér és élelem mellé egész napon át borvizet kapjanak. A kézdivásárhelyi piac képéhez tartozott a „polyáni borvizes asszony”. Természetesen nem is egy, hanem több, a korsót összekötve, átalvető módjára vállukon vitték be az erősen pezsgő borvizet a piacra eladni. Adatközlőm M.Zs. úgy emlékezik a húszas években nyáron nagy volt a kereslete a borvíznek. Vegyi elemzés szerint: lúgos, vasas, savanyú vizek közé tartozik. Gyógyhatását Dr. Sinkovits Ignác és Dr. Szentpéteri Bálint elemezte.
Ismertté a borvizet Olteánu Sándor tette, aki 1895-ben vette át a borvizet. A borvíz ez előtti történetét nem ismerjük. Olteánu Sándor 1895-ben a forrás fölé emeletes épületet készített, amelyben a legkorszerűbb töltő és dugaszoló gépeket szereltetett fel, s emellett csomagoló és raktárhelyiséget rendeztetett be. A napi hozam 30 ezer liter volt. A bórvíz több nevet is viselt: Vénusz, Mariska, Nemere, Székely Kristály. A Vénusz nevet azért kapta, mert azt tartották, aki hosszabb ideig fogyasztja, az üde és szép lesz, mint a szerelem és a szépség istennője.
A borvíz avatóünnepsége szintén 1895-ben volt, ahol rengeteg híres ember tisztelte meg jelenlétével Polyán lakosságát: dr. Lengyel Béla a Budapesti Tudományi Egyetem Rektora és dr. Victor Babeș bukaresti egyetemi tanár, aki a Romániában már közkedvelt vizet kormánya nevében jött vizsgálni. Az avatóünnepségen a környező falvak lakói is részt vettek. Az ünnepség alkalmából hangsúlyozták, hogy a vállalkozás akkor válik igazán sikeressé, ha a község gondoskodik a forráshoz vezető út karbantartásáról. Erre a kereskedelmi minisztérium szállítási kedvezményben részesíti azt, és a román kormány bevételi vámmentességet biztosít a község számára. A jövőt illetően a tervek között szerepelt egy természetes szénsavsűrítő üzem és fürdő létesítése is. 1905-ben a borvízbe belekeveredett egy édesvizű forrás, amit egy német specialista mérnök három hónapos munka után szétválasztott. 1906–1907 között a borvíz forgalomba került. 1914-ben a német megszállók teljesen tönkretették a bórvizet, 1916-ban leégett a bórvízház fedélzete, a bórvizet 1914–1918 között csak a község fogyasztja. 1919 után rendbehozták a borvizet, kb. 25 liter percenként a hozam, berecki korsókba, majd üvegben hozzák forgalomba. Brassóba, Bukarestbe, Ploieștire szekérrel, autóval, vonattal szállították. Ebben az évben köpübetétel történt, ami minden polyáni polgár számára 1 korona fizetését jelentette.
1930–1938 között meleg kádfürdőt működtetett Krassowsky Emil, 2 káddal.
Parkírozott környék, hangulatos környezet volt a borvíznél. Így emlékszik vissza M.Zs. adatközlőm: „nyírfapad, szék, asztalok voltak, ernyőkkel”. Ő két kádra emlékszik, fakád 10 lej volt, porcelánkád 15 lej, 2 szobás volt az akkori épület. Minden tele volt virággal. Vasárnaponként a fiatalok oda jártak bórvízért, és leültek oda, beszélgettek, és hallgatták a rádiót, ami lapos rádió volt, ami még akkumulátorral működött. M.ZS. a bórvíz erősségét illetően így emlékszik: „belül (az épületen belül) folyt, rotyogott a víz, csőbül ittunk, s olyan erős volt, hogy hasogatta az orrunkat”.
1950-ben az állam tulajdonába került, Nemere néven palackozták. A töltésnél 30-40 alkalmazott kapott munkát, a borvizet Konstanca, Bukarest, Ploiești és azok környékére is szállították teherautóval vagy vonattal. 1965-ben 6 liter víz percenként, 3000 liter volt a napi hozam. Az ezt követő években korszerűsítették a borvizet, s a borvíz tulajdonosai gyakran váltogatták egymást, ami a borvíz fokozott romlását vonta maga után, olyannyira, hogy napjainkban nem töltenek, a borvizet is csak a helyiek fogyasztják.

## Képgaléria
- Képek Kézdiszentkeresztről (és Esztelnekről) a www.erdely-szep.hu honlapon

## Híres emberek
- Itt született 1709-ben Bíró György jezsuita tanár, író.
- Itt született 1870-ben György Lajos ferences szerzetes, egyháztörténész.
- Itt született 1875-ben Trefán Dávid P. Leonárd ferencrendi szerzetes, római katolikus egyházi író, elbeszélő.
- Itt született 1880-ban Trefán P. Timotheus ferencrendi szerzetes, római katolikus egyházi író.
- Itt született 1926-ban Tuzson Erzsébet helytörténet-kutató, pedagógiai szakíró, bibliográfus.